# Pickens (Caroline du Sud)
Pour les articles homonymes, voir Pickens.
La ville de Pickens est le siège du comté de Pickens, dans l’État de Caroline du Sud, aux États-Unis. Sa population s’élevait à 3 126 habitants lors du recensement de 2010, estimée à 3 190 habitants en 2016.

## Démographie
| 1880 | 1890 | 1900 | 1910 | 1920 | 1930  |
| ---- | ---- | ---- | ---- | ---- | ----- |
| 212  | 283  | 449  | 897  | 895  | 1 130 |

| 1940  | 1950  | 1960  | 1970  | 1980  | 1990  |
| ----- | ----- | ----- | ----- | ----- | ----- |
| 1 637 | 1 961 | 2 198 | 2 954 | 3 199 | 3 042 |

| 2000  | 2010  | - | - | - | - |
| ----- | ----- | - | - | - | - |
| 3 012 | 3 126 | - | - | - | - |

## Source
- (en) Cet article est partiellement ou en totalité issu de l’article de Wikipédia en anglais intitulé « Pickens, South Carolina » (voir la liste des auteurs).